# Žižma
Žižma neboli Žižma I je řeka 1. řádu v Litvě, v Žemaitsku v okrese Šiauliai, levý přítok řeky Venta, do které ústí naproti vsi Rekčiai, 8,5 km severoseverozápadně od města Kuršėnai, 269,0 km od jejího ústí do Baltského moře. Pramení u vsi Medlaukė, 6 km jihovýchodně od města Tryškiai. Teče zpočátku severně, potom východně, až k rybníku Raganių tvenkinys (40,8 ha), který je ve tvaru písmene J stočený k severu, jeho hráz je 1,1 km od ústí Žižmy do Venty. Průměrný spád je 174 cm/km.

## Přítoky
- Levé:

| Hydrologické pořadí | Řeka     | Délka (km) | Povodí (km²) | Vzdálenost od ústí (km) | Ústí kde            | Koordináty ústí                 |
| ------------------- | -------- | ---------- | ------------ | ----------------------- | ------------------- | ------------------------------- |
| 30010483            | Žižma II | 10,6       | 30,9         | 12,6                    | Raudėnai/Paraudžiai | 56°1′25″ s. š., 22°44′28″ v. d. |
| 30010486            | Švendrys | 4,8        | 11,6         | 9,1                     | Švendriai           | 56°1′53″ s. š., 22°46′54″ v. d. |
| 30010492            | Kepštys  | 3,4        | 11,4         | 2,3                     | Švendriai           | 56°3′29″ s. š., 22°50′27″ v. d. |

- Pravé:

| Hydrologické pořadí | Řeka     | Délka (km) | Povodí (km²) | Vzdálenost od ústí (km) | Ústí kde            | Koordináty ústí                 |
| ------------------- | -------- | ---------- | ------------ | ----------------------- | ------------------- | ------------------------------- |
| 30010481            | Giršinas | 7,5        | 16,8         | 15,9                    | Gelžė               | 56°1′53″ s. š., 22°41′36″ v. d. |
| 30010483            | Rauda    | 6,5        | 7,6          | 12,6                    | Raudėnai/Paraudžiai | 56°1′24″ s. š., 22°44′24″ v. d. |
| 30010487            | Upyna    | 9,9        | 47,7         | 6,3                     | Tulkinčiai          | 56°1′56″ s. š., 22°49′10″ v. d. |
| 30010491            | Viršupis | 4,2        | 5,2          | 6,1                     | Tulkinčiai          | 56°1′59″ s. š., 22°49′16″ v. d. |

## Sídla při řece
- Gelžė, Daržiškės, Švendriai, Pažižmė, Raganiai